# Jenseits der blauen Grenze (Roman)
Jenseits der blauen Grenze ist ein Jugendroman der Autorin Dorit Linke, der 2014 erschien und 2015 für den Deutschen Jugendliteraturpreis nominiert wurde, an Theatern aufgeführt wird und in russischer und in englischer Sprache (USA) erschienen ist. Der Roman ist Schullektüre und ermöglicht heutigen jungen Menschen einen Einblick in Leben und Alltag sowie der Flucht aus der DDR. Es gibt kostenlose Unterrichtsmaterialien.

„Der Roman spielt in den letzten Jahren der DDR. Hanna, vor allem aber ihr Freund Andreas, hat durch nicht systemkonformes Verhalten die Möglichkeiten eines Lebens nach eigenen Vorstellungen verloren. Kein Abitur, kein Studium, stattdessen die zermürbende Arbeit in einem Dieselmotorenwerk. Dann lieber die Flucht in den Westen, 50 Kilometer durch die Ostsee, weil Hanna, wie die Autorin selbst, Leistungsschwimmerin ist und sich zutraut, Andreas mitzuziehen. Dorit Linke hält sich nicht mit erklärenden Einleitungen auf, vom ersten Satz an ist man mitten in dieser ungewöhnlichen Fluchtgeschichte. In intensiven Schilderungen werden Kälte, Dunkelheit und Orientierungsschwierigkeiten, ebenso körperliche Beschwerden wie Krämpfe, Luftknappheit, Hunger und Müdigkeit auch für die Leser fast körperlich erfahrbar. Schwimmend erinnert sich Hanna an die Geschehnisse, die zur Flucht geführt haben. In diesen Rückblenden schildert Linke glaubwürdig eine DDR-Jugend zwischen Resignation und Aufmüpfigkeit. Trotz der Dramatik der Ereignisse finden sich viele Episoden voller Sprach- und Situationskomik. Durch diese Erzählweise gewinnt der für heutige Jugendliche schon historische Roman eine gute Lesbarkeit und hält den großen Spannungsbogen bis zum Schluss, der die Empfindungen der Protagonistin in „gebrochener“ sprachlicher Gestaltung wiedergibt.“

„Die Ängste, mit denen man täglich lebte; die Anpassung, die immer ein Begleiter war, wenn man nicht negativ auffallen wollte; die Willkür der ‚kleinen Lichter‘, der man ausgesetzt war; aber auch die ganze Lächerlichkeit des bestehenden Systems samt seiner entlarvenden Sprache – all das setzt Dorit Linke in ihrem Roman mit einer großen Selbstverständlichkeit zu einem authentischen Bild der späten DDR zusammen, auf das beides gleichermaßen zutrifft: Es ist ganz subjektiv und dennoch verallgemeinerbar für das Erleben vieler...“

Der Stoff wird an Theatern aufgeführt, unter anderem am Deutschen Nationaltheater Weimar Frühere Aufführungen gab es unter anderem am Volkstheater Rostock, am Theater der Altmark in Stendal und an der Vorpommerschen Landesbühne.
Der Roman wird von Dorit Linke in einem Trailer auf YouTube vorgestellt.
Die gleichnamige Romanverfilmung wurde im Januar 2024 im Rahmen des Filmfestival Max Ophüls Preis uraufgeführt.

## Rezensionen
- Linke, Dorit: Jenseits der blauen Grenze. In: KinderundJugendmedien.de
- Linke, Dorit: Jenseits der blauen Grenze. In: LovelyBooks
- Linke, Dorit: Jenseits der blauen Grenze. In: Jugendbuchtipps.de, 7. Mai 2015.
- Die besten 7 Bücher für junge Leser im Januar. In: Deutschlandfunk, 3. Januar 2015.